# Liste der Monuments historiques in Belmont-sur-Vair
Die Liste der Monuments historiques in Belmont-sur-Vair führt die Monuments historiques in der französischen Gemeinde Belmont-sur-Vair auf.

## Liste der Immobilien
| Bezeichnung | Beschreibung                      | Standort              | Kennzeichnung | Schutzstatus | Datum | Bild           |
| ----------- | --------------------------------- | --------------------- | ------------- | ------------ | ----- | -------------- |
| Kreuz       | erste Hälfte des 16. Jahrhunderts | Rue de la Voie (Lage) | PA00107094    | Classé       | 1932  | weitere Bilder |

## Liste der Objekte
| Bezeichnung                                     | Beschreibung                                    | Standort                                        | Kennzeichnung | Schutzstatus | Datum | Bild |
| ----------------------------------------------- | ----------------------------------------------- | ----------------------------------------------- | ------------- | ------------ | ----- | ---- |
| Skulptur Christus in der Rast                   | Stein, 16. Jahrhundert                          | in der Kirche Notre-Dame-de-l’Assomption (Lage) | PM88000060    | Classé       | 1963  |      |
| Erinnerungstafel an die Stiftung eines Requiems | Stein, 1512                                     | in der Kirche Notre-Dame-de-l’Assomption (Lage) | PM88000061    | Classé       | 1965  |      |
| Skulptur Madonna mit Kind                       | Stein, 14. Jahrhundert                          | in der Kirche Notre-Dame-de-l’Assomption (Lage) | PM88000059    | Classé       | 1963  |      |
| Kreuzigungsgruppe                               | Holz und Stein, farbig gefasst, 16. Jahrhundert | in der Kirche Notre-Dame-de-l’Assomption (Lage) | PM88000063    | Classé       | 1965  |      |
| Glocke                                          | Bronze, 1504 gegossen                           | in der Kirche Notre-Dame-de-l’Assomption (Lage) | PM88000058    | Classé       | 1912  |      |
| Pietà                                           | Holz, farbig gefasst, 16. Jahrhundert           | in der Kirche Notre-Dame-de-l’Assomption (Lage) | PM88000062    | Classé       | 1965  |      |